# Cefalea por estímulos fríos
La cefalea por estímulos fríos, también llamada cefalea del helado y vulgarmente como cerebro congelado, es un tipo de dolor de cabeza que se produce por la exposición de la cabeza a temperaturas muy bajas. 
Este trastorno está incluido en la clasificación internacional de cefaleas (IHS, 2004) en el apartado 13, junto a las neuralgias faciales, como la neuralgia del trigémino.

## Terminología
El término cefalea del helado proviene del inglés ice-cream headache y se ha utilizado desde el 31 de enero de 1937, estando presente en un diario de Rebecca Timbres publicado en la obra de 1939 We Didn't Ask Utopia: A Quaker Family in Soviet Russia. El primer uso publicado del término en inglés para congelación del cerebro (brain freeze) en el sentido de la cefalea por estímulos fríos fue en 1991. Él ya se había utilizado en un sentido diferente en 1968 en una revista académica canadiense. 7-Eleven convirtió el término en una marca registrada.

## Causa y frecuencia
Una cefalea por estímulos fríos es el resultado directo del rápido enfriamiento y calentamiento de los capilares en los senos paranasales, lo que conduce a períodos de vasoconstricción y vasodilatación. Una respuesta similar, pero menos dolorosa, de los vasos sanguíneos conduce a la apariencia enrojecida de la cara cuando se queda afuera durante los días fríos en países templados. En ambas situaciones, la baja temperatura hace que los capilares de los senos nasales se contraigan y luego experimenten dilataciones restauradoras extremas a medida que se recalientan.
En el paladar, esta dilatación se siente por los receptores del dolor circundantes, que envían señales en respuesta al cerebro a través del nervio trigémino, uno de los nervios principales en el área facial. Este nervio también siente dolor facial. Luego, a medida que se conducen las señales nerviosas, el cerebro interpreta que el dolor proviene de la frente, el mismo fenómeno de dolor referido que se observa en los ataques cardíacos. El dolor de congelar el cerebro puede durar desde unos pocos segundos hasta unos minutos. Las investigaciones indican que el mismo mecanismo vascular y nervioso estimulado en el "congelamiento cerebral" causa el aura (alteración sensorial) y las fases palpitantes (dolor punzante) de la migraña.
Es posible sufrir cefalea por estímulos fríos tanto en climas cálidos como fríos, porque el efecto depende más de la temperatura de los alimentos que se consumen que de la temperatura ambiental. Otros síntomas que pueden parecerse al cefalea por estímulos fríos incluyen el que se produce cuando un taladro de alta velocidad pasa a través de la placa inferior del cráneo en personas despiertas o sedadas en procedimientos quirúrgicos

### Teoría de la arteria cerebral anterior
Otra teoría sobre la causa de la cefalea por estímulos fríos se basa en un aumento del flujo sanguíneo al cerebro a través de la arteria cerebral anterior, que proporciona sangre oxigenada a la mayoría de las porciones mediales de los lóbulos frontales y parietales superiores. Se cree que tal aumento del volumen sanguíneo y el consiguiente aumento del calibre de esta arteria provoca dolor de cabeza debido a la estimulación por frío.
Cuando la arteria cerebral anterior se contrae, controlando la respuesta a este alto volumen de sangre, el dolor desaparece. La dilatación y contracción rápida de este vaso sanguíneo puede ser un tipo de autodefensa cerebral.
Este flujo de sangre no se puede liberar tan rápido como ocurre durante una cefalea por estímulos fríos. Por lo tanto, el flujo podría incrementar la presión dentro del cráneo y así inducir dolor. A medida que aumentan la presión intracraneal y la temperatura en el cerebro, los vasos sanguíneos se contraen y la presión en el cerebro se reduce antes de alcanzar niveles peligrosos.

## Investigación
El fenómeno es lo suficientemente común como para haber sido objeto de una investigación publicada en el periódico The British Medical Journal y en la revista Scientific American. Un estudio realizado por Maya Kaczorowski demostró una mayor incidencia de dolores de cabeza en sujetos que consumían una muestra de helado rápidamente, en menos de 5 segundos, que en los que lo consumían lentamente, demorando más de 30 segundos (27% y 12%, respectivamente).
Según una encuesta de Nigel Bird, Anne MacGregor y Marcia I. Wilkinson publicada en la revista Headache, en sus estudios, "el 17% de los pacientes con migraña y el 46% de los estudiantes desarrollaron dolor de cabeza después de la aplicación palatina o de la ingestión de helado".